# Rohoznice (okres Pardubice)
Obec Rohoznice se nachází v okrese Pardubice, kraj Pardubický. Žije zde 267 obyvatel.

## Historie
První písemná zmínka o obci pochází z roku 1372.

## Pamětihodnosti
- Pseudogotický lovecký letohrádek v lese nad rybníkem na západ od vsi, postaven roku 1880